# Museu de Arte Latino-Americana de Buenos Aires
O Museu de Arte Latino-Americana de Buenos Aires (em espanhol: Museo de Arte Latinoamericano de Buenos Aires, MALBA) é um museu localizado no bairro de Palermo, em Buenos Aires. Abriga em seu interior a coleção de Eduardo F. Costantini, presidente da fundação que leva seu nome que fundou e mantêm o espaço dedicado as artes.
Segundo o especificado em sua missão, o MALBA é um espaço destinado a coleção, conservação, estudo e difusão da arte latino-americano desde princípios do século XX até a atualidade.

## Origens
A coleção Costantini esteve aberta desde 1990 a especialistas do âmbito local e internacional, e muitas de suas obras foram emprestadas para exposições que ocorreram em diversos países da América e Europa. No ano 1996, o conjunto se apresentou pela primeira vez ao público em geral, no âmbito do Museu Nacional de Bellas Artes, apresentação que se repetiria mais tarde no Museu Nacional de Artes Visuais de Montevidéu.
Os fins do ano 1998, com a aquisição de um terreno sobre na Avenida Figueroa Alcorta, se deu o primeiro passo para a construção de um espaço que puder abrigar a totalidade da coleção Costantini. Depois uma convocatória na que se receberam 450 propostas de 45 países, se selecionou a três arquitetos argentinos para encomendar-lhes a construção do edifício. Eles foram Gastón Atelman, Martín Fourcade e Alfredo Tapia, do estudo cordobés AFT Arquitectos.